# Fondation Ateliers d’artiste

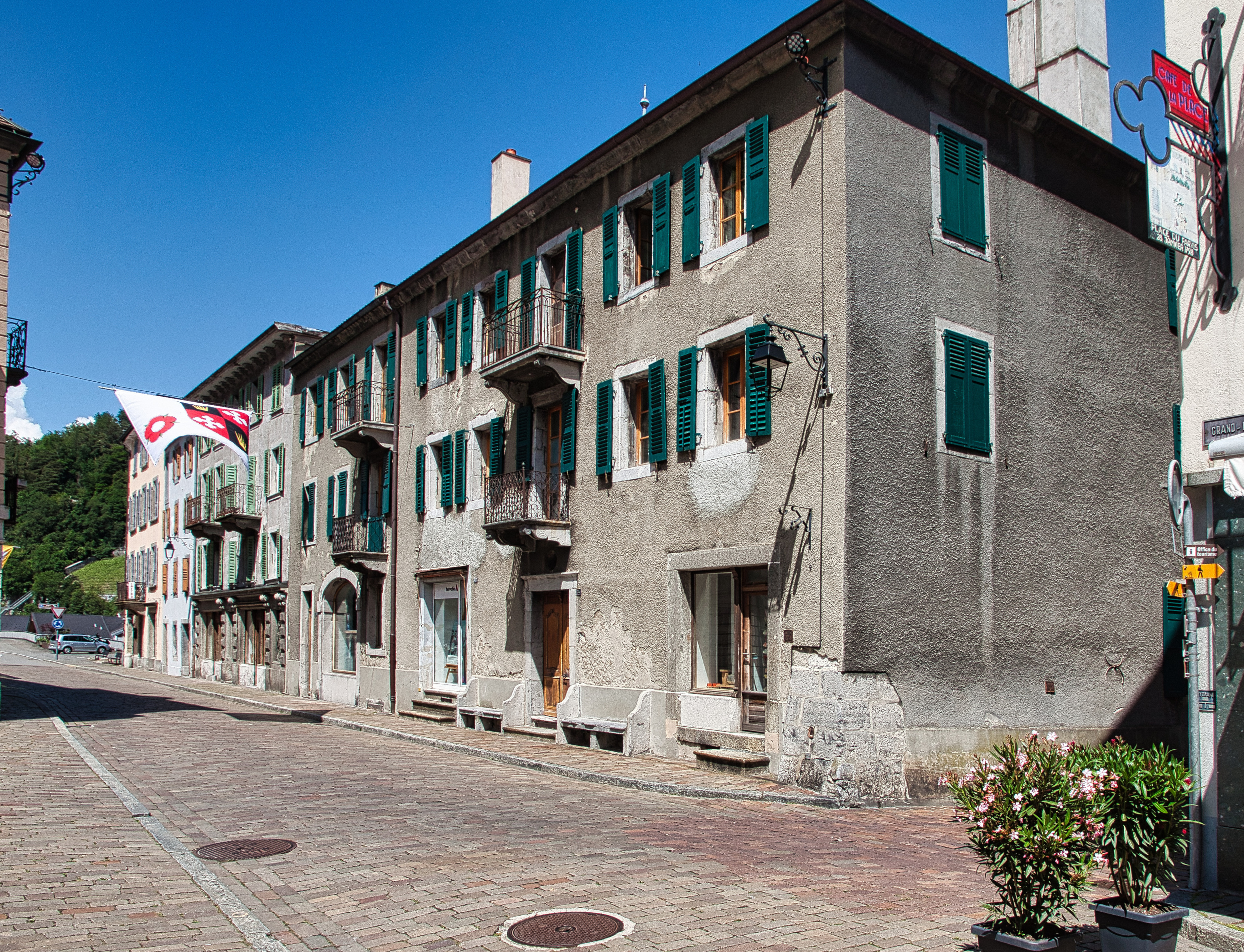
Fondation Ateliers d'artiste in der Grand-Rue 74–78, Saint-Maurice

Die Fondation Ateliers d’artiste (FAA) ist eine private Stiftung in Saint-Maurice, Wallis. Sie bewahrt Künstlernachlässe (Kunstsammlung und Privatarchiv) auf, veranstaltet Ausstellungen und weitere Kulturanlässe, um Spuren des kreativen Schaffens von Malern und Plastikern in der Westschweiz der Nachwelt zu erhalten.

## Stiftung
Künstlernachlässe sind oft in Gefahr: Ein Kunstmuseum interessiert sich vielleicht für einige der Arbeiten, die Nachkommen oder Freunde des Künstlers möchten eventuell einige Bilder oder Skulpturen behalten, aber der Rest seiner Produktion und die Spuren seines kreativen Weges werden verschwinden. Um dieses Erbe zu retten und zu enthüllen, wurde die FAA gegründet.
Bei der Entscheidung, ob ein Fonds angenommen wird, stützt sich die FAA auf die Künstlerdefinition, wie sie vom Schweizerischen Institut für Kunstwissenschaft etabliert wurde und nach der sich auch Visarte Schweiz und das Lexikon SIKART richten. Demnach werden fünf Kriterien berücksichtigt: Die Ausbildung des Künstlers, seine Laufbahn, seine Ausstellungen, die Publikationen über seine Ausstellungen und Preise oder Ehrungen, mit denen der Künstler aufgrund seiner Werke ausgezeichnet wurde.
Die FAA hat sich zum Ziel gesetzt, die Werke von Künstlern, deren Nachlass sie verwalten darf, bekannt zu machen. Um eine Spur von jedem Künstler zu erhalten, sichert die FAA auch seine Archive. Was die Werke betrifft, so werden einige von ihnen so ausgewählt, dass sie als Ganzes den Werdegang des Künstlers abbilden. Diese Auswahl an Werken bildet den Kern. Sie sind unveräusserlich.
Die Mission der FAA ist es, das Werk der Künstler, deren Nachlässe sie aufbewahrt, aufzuwerten. Das tut sie mittels Ausstellungen, Veröffentlichungen, Konferenzen und einer Website, die als Referenz für viele der vorgestellten Künstler dient. Sie baut Beziehungen zu Institutionen auf, die für das künstlerische Erbe zuständig sind. Das sind etwa Museen, verschiedene öffentliche Sammlungen, die Universitäten der Westschweiz oder das Schweizerische Institut für Kunstwissenschaft.
Die FAA ist nicht gewinnorientiert. Ihre Einnahmen stammen hauptsächlich aus zwei Quellen: Aus der Vermietung von sechs Wohnungen in Gebäuden, welche der Stiftung gehören. Diese Einnahmen decken die Kosten für den Betrieb (Heizung, Beleuchtung, Wartung usw.) der Wohnungen, die zur Erfüllung der Aufgaben der FAA genutzt werden. Die zweite Einnahmequelle ist der Verkauf von Werken, die nicht zum unveräußerlichen Kern gezählt werden. Diese können gemäss Aufgaben der FAA zum Verkauf angeboten werden und gelangen so an die Öffentlichkeit. Der Erlös geht vollständig an die FAA.
Darüber hinaus werden die Spender jedes Künstlerfonds aufgefordert, einen einmaligen Betrag zu zahlen, um einen Beitrag an die Kosten für die schonende Lagerung der erhaltenen Werke zu leisten.
Nebst der Administration und der Buchhaltung gliedert sich die FAA in die folgenden Bereiche:
- Der Bereich Erwerbungen reagiert auf Anfragen von Spendern. Die Verantwortlichen analysieren die vorgeschlagenen Atelierbestände und treffen sich mit den Besitzern, um die Modalitäten der Schenkungen zu besprechen.
- Der Bereich Konservierung und Inventarisierung führt die Arbeiten durch, die für den Erhalt der Werke und der erworbenen Dokumente, insbesondere der Archive, erforderlich sind. Unter der Aufsicht eines pensionierten Fachmanns inventarisieren mehrere Freiwillige Räume, fotografieren und beschreiben Werke mit dem Ziel, eine computergestützte Datenbank zu erweitern.
- Die Vermittlungsabteilung entwickelt Programme und Aktionen zur Aufwertung der Bestände; eines der Ziele ist es, Studierende und Kunstschaffende zu Forschungsarbeiten über die Bestände anzuregen.
- Der Immobiliensektor verwaltet die Räumlichkeiten, führt die Bauarbeiten durch und plant die Flächen, die die FAA benötigt, um ihren Ambitionen gerecht zu werden.[1]

## Bestand

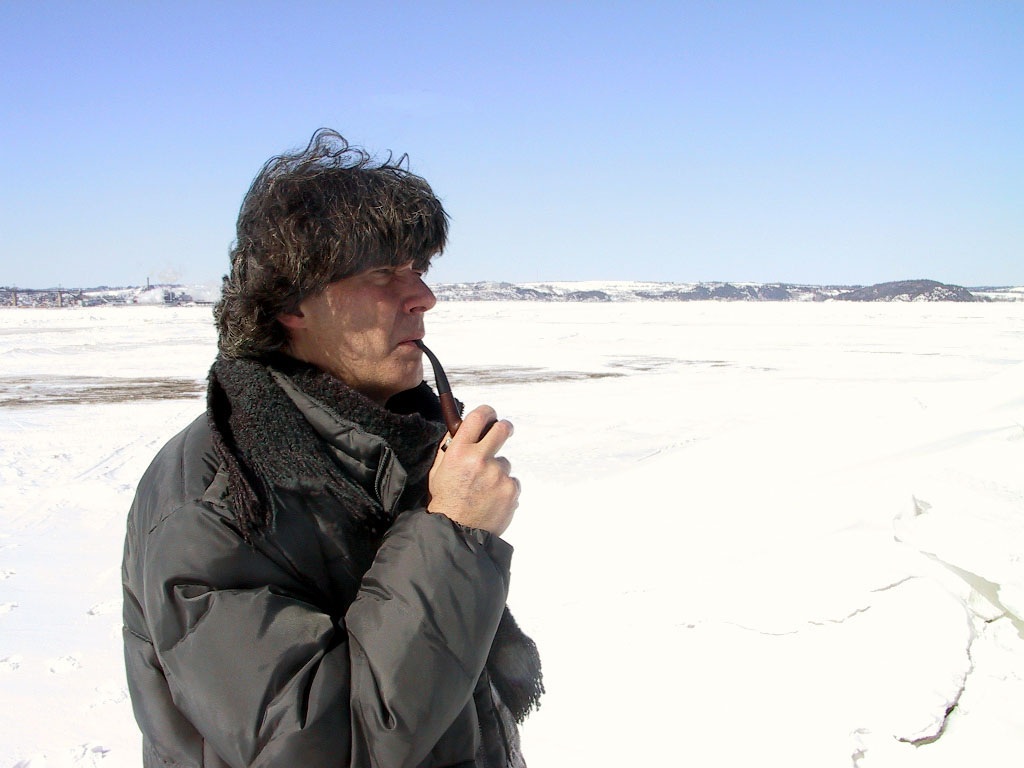
Portrait Martin Müller-Reinhart

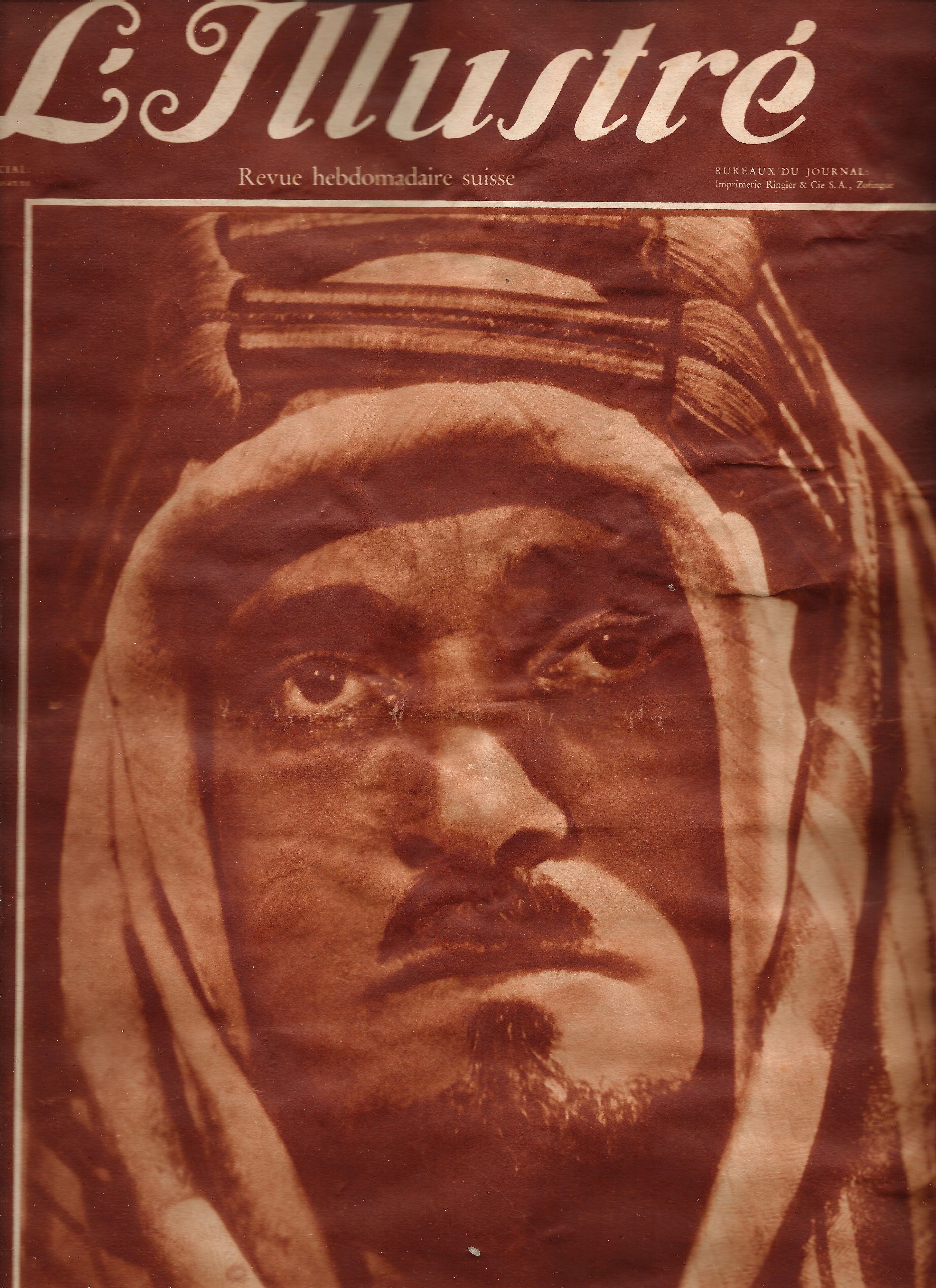
Marcel Amiguet in L'illustré vom 23. Nov. 1933

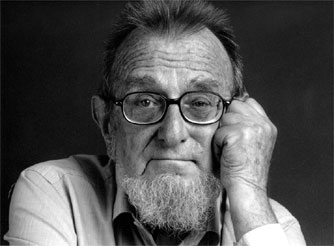
Jean-Claude Hesselbart, 2003

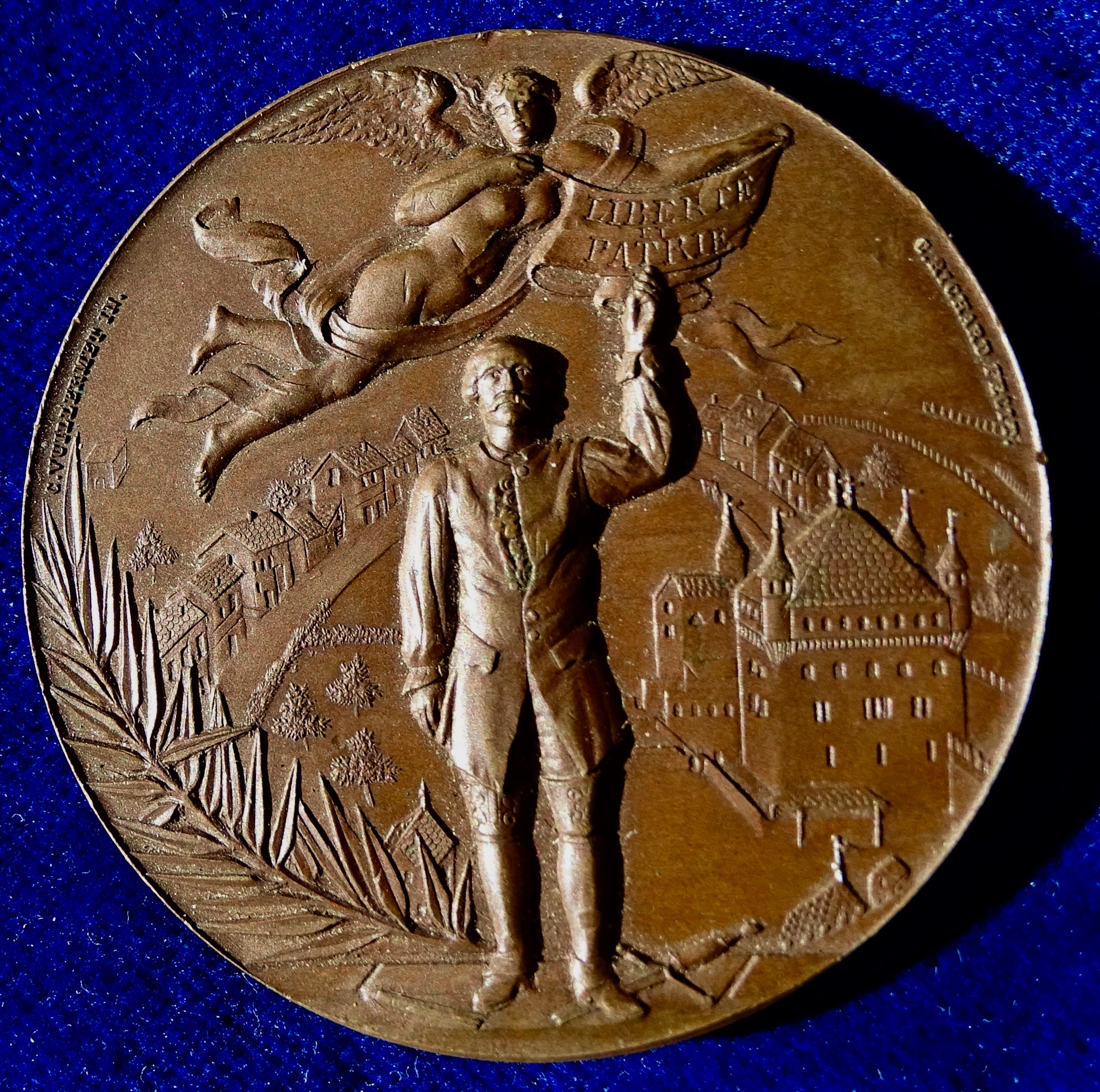
Vorderseite der Bronze-Medaille am Schweizerischen Schützenfest 1894 in Lausanne, von Charles Vuillermet und Charles Jean Richard

Die FFA verfügt über mehrere Kunstsammlungen und Künstlerarchive. Insgesamt sind es 66 Künstlerarchive mit über 25'000 Kunstwerken. Allein von Jean-Pierre Schüpbach verfügt die FAA über 1400 Ölbilder und Aquarelle. Die Räumlichkeiten, die den Ausstellungen, der Konservierung und der provisorischen Zwischenlagerung dienen, betragen 8100 m³ auf vier Stockwerken.
Zu folgenden Künstlerinnen und Künstlern gibt es Sammlungen:
- André Aeberhard
- Marcel Amiguet
- Francis Andruet
- Jean Apotheloz
- Charles Aubert
- Maya Boisgallays
- Marie-Louise Carrard-Kohler
- Martine Clerc
- Gérald Comtesse
- Jean Cornu
- Christiane Cornuz-Molles
- Madeline Crot
- Albert Diserens
- Violette Diserens
- Ami Durussel
- Henri Eggimann
- Albert Enz
- Claude Estang (Claudine Frochaux)
- Marcel Frère
- Véronik Frossard Derose
- Rodolphe Gaulis
- Nanette Genoud
- Roger Gerster
- René Gigy
- René Guignard
- Richard Hartmann
- Nanette (Carmen) Hartmann-Ammann
- Edouard Henriod
- Gilberte (Gil) Henriod
- Robert Heritier
- Jean-Claude Hesselbarth
- Roger Huguenin
- Alfred Huguenin-Dumittant
- (Jeanne Barraud) Janebé
- Sylvia Krenz
- Lise-Antoinette Kruger-Soguel
- John-Francis Lecoultre
- Thérèse Martin
- Henri Meylan
- Charles Meystre
- Pierre Monnerat
- Martin Müller-Reinhart
- (Jean Hürlimann) Jean Nazelle
- Henri Noverraz
- Emile Pahud
- Charles Pierre-Humbert
- André Ramseyer
- Jacqueline Ramseyer
- Françoise Rey
- Tell Rochat
- Rolf (Lucifer) Roth
- Paulo Röthlisberger
- Jacques Roud
- Josette Ruche
- Henry Sandoz
- Georges Schneider
- Jean-Pierre Schüpbach
- Edith Soguel
- Marcel Stebler
- André Theurillat
- Jacques Tyack
- (Frédéric Studer) Urs
- Jean-Claude Vieillefond
- Yves Voirol
- Denise Voïta
- Kurt Von Ballmoos
- Charles (François) Vuillermet
- Claire Weber
- Paul Wüst

## Geschichte
Besorgt darüber, dass jedes Jahr zahlreiche Künstlernachlässe, die Zeugnisse der Westschweizer Kulturlandschaft sind, verschwinden, gründeten einige Persönlichkeiten aus dem Kunstbereich am 16. Juni 2004 auf Initiative von Jean Menthonnex, einem Kunstliebhaber, der sich für die Erhaltung des Kulturerbes in all seinen Formen einsetzt, die FAA. Die FAA ist als gemeinnützig anerkannt und in allen Kantonen der Westschweiz tätig.
Nach rund 10 Jahren Suche fand die FAA 2018 in Saint-Maurice den idealen Ort im historisch bedeutenden Gebäude an der Grand-Rue 74 in Saint-Maurice mit den vier Stockwerken und den verschiedenen Räumen, wo sich die Künstlernachlässe aufbewahren und ausstellen lassen. Das Gebäude ist in der Liste der Kulturgüter in Saint-Maurice als B-Objekt mit der KGS-Nr. 17238 registriert. Dank Spenden von Mäzenen und Organisationen konnte es gekauft und renoviert werden.